# Ivan Čuvelev
Ivan Čuvelev (Mosca, 4 gennaio 1897 – 31 dicembre 1942) è stato un attore sovietico.

## Filmografia parziale

### Attore
- Belyj orël (Белый орёл), regia di Jakov Protazanov (1928)
- Goroda i gody (1930)
- Sud dolžen prodolžat'sja (1931)
- L'uragano (1934)

## Premi
- Artista onorato della RSFSR